# Zongzi

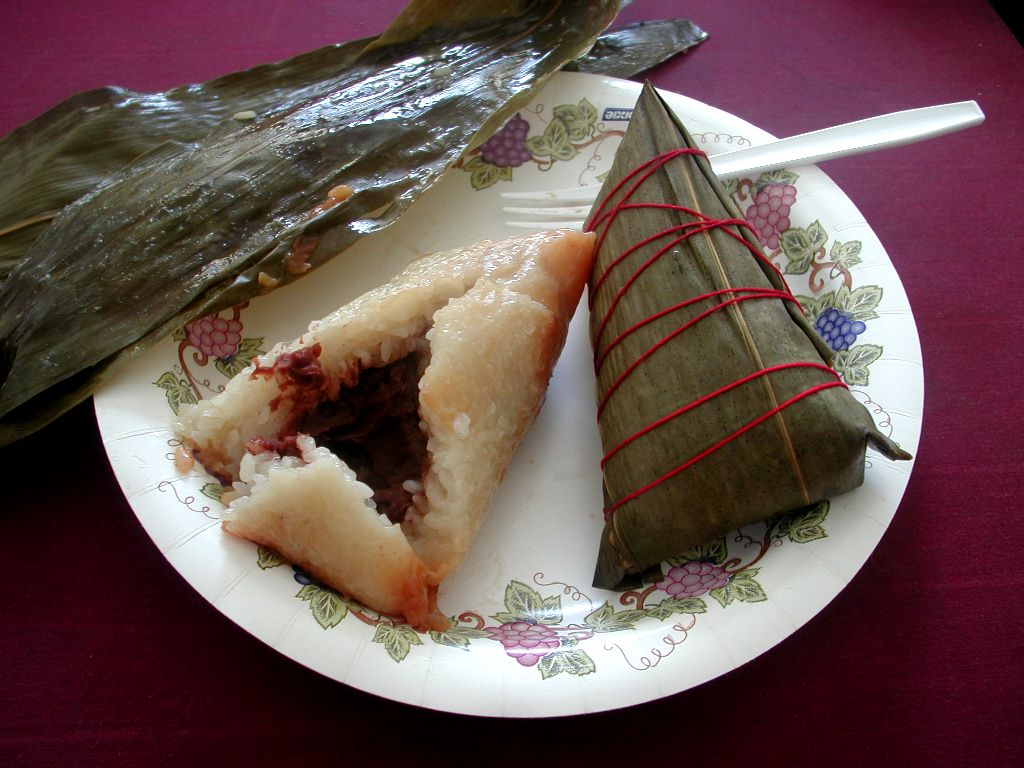
Öppnad och hopknuten zongzi

Zongzi (kinesiska: 粽子; pinyin: zòngzi) är en kinesisk maträtt. Den består a klibbris som omsluter en fyllning som kan vara av olika slag. Detta placeras i ett paket lagat av ett bambublad och kokas i vatten eller ångkokas. Bambubladet tjänar endast som omslag under tillagningen och äts inte.
Zongzi är en traditionell rätt såväl i norra som södra Kina vid drakbåtfesten i juni månad. Liknande rätter förekommer även i Sydostasien, där ingredienserna är naturligt tillgängliga.